# James Frederick Ferrier
James Frederick Ferrier (Edimburgo, 16 de junho de 1808 — St. Andrews, 11 de junho de 1864) foi um escritor e filósofo metafísico escocês. Ele popularizou o termo epistemologia em inglês filosófico, marcando uma contribuição significativa para a compreensão sistemática da teoria do conhecimento.

## Educação e primeiros escritos
Moradia em 15 Heriot Row, Edimburgo Ferrier nasceu em 15 Heriot Row em Edimburgo, filho de John Ferrier. Ele foi educado na Royal High School, na Universidade de Edimburgo e no Magdalen College, Oxford e, subsequentemente, seus gostos metafísicos foram promovidos por seu amigo íntimo, Sir William Hamilton, passou algum tempo em Heidelberg estudando filosofia alemã.
Em 1840, ele é listado como advogado morando em 14 Carlton Street, na área de Stockbridge, em Edimburgo.
Em 1842 foi nomeado professor de história civil na Universidade de Edimburgo, ainda morando na Carlton Street. Em 1845, professor de filosofia moral e economia política na Universidade de St. Andrews. Ele foi duas vezes um candidato malsucedido a cadeiras em Edimburgo, para a de filosofia moral com a renúncia de Wilson em 1852 e para a de lógica e metafísica em 1856, após a morte de Hamilton. Ele permaneceu em St. Andrews até sua morte.

## Família
Túmulo de James Frederick Ferrier, Igreja de St Cuthbert, Edimburgo James Ferrier casou-se com sua prima, Margaret Anne Wilson, filha do irmão de sua mãe, o escritor John Wilson, que escreveu sob o pseudônimo de Christopher North. Seu irmão mais novo se chamava John Wilson Ferrier.
Ferrier teve cinco filhos, um dos quais se tornou a esposa de Sir Alexander Grant. Ele também era o tataravô de Ludovic Kennedy.
Ele morreu em St. Andrews e está enterrado com sua tia Susan Ferrier no cemitério de St. Cuthberts em Edimburgo, a nordeste da igreja.

## Início da carreira
A primeira contribuição de Ferrier à metafísica foi uma série de artigos na Blackwood's Magazine (1838-1839), intitulada An Introduction to the Philosophy of Consciousness. Neles, ele condena os filósofos anteriores por ignorar em suas investigações psicológicas o fato da consciência, que é a característica distintiva do homem, e por limitar sua observação aos chamados estados da mente. Ele argumenta o seguinte:
A consciência se manifesta apenas quando o homem usa a palavra com pleno conhecimento do que ela significa. Essa noção ele deve originar dentro de si mesmo. A consciência não pode surgir dos estados que são seu objeto, pois está em antagonismo com eles. Origina-se da vontade, que no ato da consciência coloca o "eu" no lugar de nossas sensações. Moralidade, consciência e responsabilidade são resultados necessários da consciência.
Esses artigos foram sucedidos por vários outros, dos quais os mais importantes foram The Crisis of Modern Speculation (1841), Berkeley e Idealism (1842) e um exame importante da edição de Reid de Hamilton (1847), que contém um ataque vigoroso, na filosofia do bom senso. Ferrier declara que a percepção da matéria é o ne plus ultra do pensamento e declara que Reid, por ter a pretensão de analisá-la, é de fato um representacionista, embora professasse ser um intuicionista. Ferrier distingue entre a percepção da matéria e nossa apreensão da percepção da matéria. Psicologia, afirma ele, tenta em vão analisar o primeiro, enquanto a metafísica mostra que só o último é analisável. A metafísica separa o elemento subjetivo, nossa apreensão, do elemento objetivo, a percepção da matéria; não matéria em si, mas a percepção da matéria é a existência independente do pensamento do indivíduo. No entanto, diz ele, não pode ser independente do pensamento; deve pertencer a alguma mente e, portanto, é propriedade da Mente Divina. Lá, ele pensa, está um fundamento indestrutível para um argumento a priori para a existência de Deus.

## Escritos posteriores
As doutrinas filosóficas amadurecidas de Ferrier encontram expressão nos Institutes of Metaphysic: The Theory of Knowing and Being (1854), em que ele afirma ter cumprido a dupla obrigação que repousa sobre todo sistema de filosofia, que deve ser racional e verdadeiro. Seu método é o de Spinoza, demonstração estrita, ou pelo menos uma tentativa disso. Todos os erros do pensamento natural e da psicologia devem cair em um ou outro dos três tópicos: o saber e o conhecido, a ignorância e o ser. Esses são abrangentes e, portanto, os departamentos nos quais a filosofia é dividida, pois o único objetivo da filosofia é corrigir as inadvertências do pensamento comum.
Verdades evidentes a respeito do saber e do conhecido são discutidas nos Institutes of Metafysic (Ferrier cunhou o termo epistemologia nesta obra, p. 46). Explica que o fato de qualquer inteligência, além de saber tudo o que sabe, deve, como fundamento ou condição de seu conhecimento, ter algum conhecimento de si mesma como base de todo o sistema filosófico. Além disso, o único tipo de cognoscível possível é aquele que é conhecido de um objeto e conhecido por um sujeito (Objeto + Sujeito ou Coisa + Inteligência). Isso leva à conclusão de que o único universo independente em que qualquer mente pode pensar é o universo em síntese com alguma outra mente ou ego.
A principal contradição corrigida na Agnoiology or Theory of Ignorance afirma que pode haver uma ignorância daquilo de que não pode haver conhecimento. É corrigido apelando para o fato de que a Ignorância é um defeito e argumenta que não há defeito em não saber o que não pode ser conhecido por nenhuma inteligência (por exemplo, que dois mais dois são cinco) e, portanto, pode haver uma ignorância somente daquilo de que pode haver conhecimento, isto é, de algum-objeto-mais-algum-sujeito. Portanto, o conhecível sozinho é o ignorável. Ferrier reivindica especial originalidade para esta divisão dos Institutos.
The Ontology or Theory of Being forma uma discussão sobre a origem do conhecimento, na qual Ferrier atribui todas as perplexidades e erros dos filósofos à suposição da existência absoluta da matéria. A conclusão a que se chega é que as únicas existências reais e independentes verdadeiras são as mentes-junto-com-aquilo-que-eles-apreendem, e que a existência absoluta estritamente necessária é uma mente suprema, infinita e eterna em síntese com todas as coisas.
A Encyclopædia Britannica de 1911 considera as obras de Ferrier notáveis por seu charme incomum e simplicidade de estilo, qualidades que são especialmente notadas nas Lectures on Greek Philosophy, uma das melhores introduções sobre o assunto na língua inglesa.
Uma edição completa de seus escritos filosóficos foi publicada em 1875, com um livro de memórias de Edmund Law Lushington. Veja também a monografia de Elizabeth Sanderson Haldane na Famous Scots Series (link abaixo em inglês).